# Бечче, Джузеппе
Джузеппе Бечче (итал. Giuseppe Becce; 3 февраля 1877, Лониго — 5 октября 1973, Берлин) — немецкий кинокомпозитор и дирижёр итальянского происхождения.

## Биография
Окончил Падуанский университет со специализацией по географии. В студенческие годы руководил университетским оркестром. С 1906 года жил в Германии. Изучал композицию и дирижирование под руководством Ферруччо Бузони и Артура Никиша. В 1913 году снялся в роли Рихарда Вагнера в одноимённом фильме пионера германского кинематографа Карла Фрёлиха, написав также музыку, которой должна была сопровождаться демонстрация фильма в кинотеатре. В 1915—1923 годах руководил в Берлине небольшим оркестром лёгкой музыки, осуществил для него ряд аранжировок (в том числе цикла Мусоргского «Картинки с выставки»). Возглавлял также оркестр киностудии «UFA», сопровождавший показы в основных кинотеатрах Берлина. Сотрудничал с ведущими режиссёрами Германии. С музыкой Бечче (частично оригинальной, частично аранжировками из музыкальной классики) демонстрировались такие выдающиеся фильмы, как «Кабинет доктора Калигари» Роберта Вине, «Усталая Смерть» Фрица Ланга, «Последний человек» Мурнау, а также «Содом и Гоморра» молодого Михаэля Кертеса (будущего Майкла Кёртиса). В 1927 году стал соавтором «Всеобщего руководства по киномузыке» (нем. Allgemeines Handbuch der Filmmusik), предназначенного для музыкантов, сопровождающих показы немых фильмов.
С появлением звукового кино продолжил писать киномузыку — став, в частности, автором звукоряда в фильмах «Голубой свет» (1932) и «Долина» (1954) Лени Рифеншталь, а также в культовом нацистском фильме «Ханс Вестмар — один из многих» (1933). В общей сложности Бечче написал музыку к почти 200 кинолентам.